# Adansonia suarezensis
Adansonia suarezensis е вид растение от семейство Слезови (Malvaceae). Видът е застрашен от изчезване.

## Разпространение
Разпространен е в Мадагаскар.